# سلطان أحمد عمر
سلطان أحمد عمر العبسي (وفاة. 1993) سياسي وبرلماني ومؤلف يمني ولد في قرية حارات، ناحية الأعبوس محافظة تعز ، عمل مع عدد من قيادات تنظيم الجبهة القومية على فِّك الارتباط التنظيمي بين حركة القوميين العرب في اليمن، وقيادة الحركة في بيروت، كما عمل على تبني الفكر اليساري في الجبهة القومية حتى استولى الجناح اليساري على مقاليد السلطة كاملة في عدن سنة 1969م؛ فأسس حزبًا اسمه الحزب الديمقراطي الثوري اليمني الذي كان يعمل بصورة سرية في شمال اليمن، وانتخب أمينًا عامًّا لهذا الحزب في المؤتمر الاستشاري الذي عقد في مدينة (زنجبار) في محافظة أبين سنة 1973م، ثم تولى رئاسة الجبهة الوطنية التي كانت تعارض حكومة الشمال إلى سنة 1986م. كما شارك عام 1979م في تأسيس الحزب الاشتراكي اليمني في عدن، وانتخب عضوًا في لجنته المركزية، كما تولى العديد من المناصب القيادية في تنظيم «حزب الوحدة الشعبية» الذي كان يعُّد فرعًا للحزب الاشتراكي اليمني في المناطق الشمالية.

## حياته وأدواره
درس في كُتّاب قريته، ثم سافر إلى مدينة عدن؛ حيث كان والده يعمل هناك مصورًا؛ فدرس المرحلة الابتدائية، ثم انتقل مع أبيه إلى مدينة تعز؛ ثم سافر إلى القاهرة، وأكمل دراسته الإعدادية والثانوية، وانضم عام 1958م إلى حركة القوميين العرب، وأخذ في ذلك دورة تنظيمية في دمشق، وكُلّف مع اثنين من زملائه هما: فيصل عبد اللطيف الشعبي، ويحيى عبد الرحمن الإرياني بتأسيس فرع للحركة في اليمن. وبعد قيام ثورة 26 سبتمبر عام 1962م عاد إلى اليمن وشارك في معارك الثورة، وتعيَّن مديرًا عامًّا في وزارة الإعلام.